# أوليغ مولدوفان
أوليغ مولدوفان (بالرومانية: Oleg Moldovan)‏ هو لاعب رماية روماني، ولد في 27 أكتوبر 1966 في كيشيناو في مولدوفا.

## وصلات خارجية
- أوليغ مولدوفان على موقع الاتحاد الدولي (الإنجليزية)
- أوليغ مولدوفان على موقع اللجنة الأولمبية الدولية (الإنجليزية)
- أوليغ مولدوفان على موقع أوليمبيديا (الإنجليزية)